# Строиманци
Строиманци (мкд. Строиманци) су насеље у Северној Македонији, у средишњем делу државе. Стројиманци су село у саставу општине Свети Никола.

## Географија
Строиманци су смештени у средишњем делу Северне Македоније. Од најближег града, Штипа, насеље је удаљено 40 km северозападно.
Насеље Строиманци се налази у историјској области Овче поље. Село је смештено северно од поља, на западним висовима планине Манговице. Надморска висина насеља је приближно 690 метара.
Месна клима је умерено континентална.

## Становништво
Строиманци су према последњем попису из 2002. године имали 8 становника.
Већинско становништво су етнички Македонци (100%). 
Претежна вероисповест месног становништва је православље.